# Лебединец, Антон Дмитриевич
Антон Дмитриевич Лебединец (настоящая фамилия — Бас-Лебединец ; 26 декабря 1894  [7 января 1895], Скибинцы, Киевская губерния — 17 марта 1979, Харьков) — украинский советский композитор, хоровой дирижер и педагог. Член Союза композиторов Украины и правления его Харьковского отделения с 1948 года.

## Биография
Родился 26 декабря 1894 года (7 января 1895) в селе Скибинцах (ныне Белоцерковский район Киевской области, Украина). В 1921 году окончил Киевский музыкально-драматический институт, в 1924 году — Высшие трёхлетние педагогические курсы в Ржищеве.
На протяжении 1924—1932 годов работал преподавателем Черкасского педагогического института. В 1932 году по классу хорового дирижирования экстерном окончил Харьковский музыкально-драматический институт. Под руководством Семёна Богатырёва обучался в аспирантуре при нём.
С 1933 года в Харькове возглавлял красноармейский ансамбль Харьковского военного округа, преподавал в вечерней музыкальной школе, техникуме, был дирижёром самодеятельных хоров. В годы Великой Отечественной войны находился в эвакуации в Узбекской ССР.
С 1944 года – в Харьковской консерватории: в 1946–1947 годах – декан кафедры хорового дирижирования, с 1950 года – заведующий кафедрой теории музыки и композиции, в 1951–1962 годах – ректор; с 1965 года — исполняющий обязанности профессора кафедры хорового дирижирования. Член ВКП(б) с 1952 года.
Скончался в Харькове 17 марта 1979 года. Похоронен в Харькове на Городском кладбище №2.

## Творчество
Автор песен и хоров на слова украинских поэтов Владимира Сосюры, Павла Тычины, Ивана Неходы: «Тракторист», «Красноармы», «Днепрельстан», «О партия родная!», «Партия ведет», «Славься, наш великий Ленин», «Наша слава».
В 1949 году возглавлял группу композиторов, написавших музыку к Государственному гимну УССР.

## Звания
- Заслуженный деятель искусств Узбекской ССР с 1943 года;
- Заслуженный деятель искусств УССР с 1949 года;
- Два ордена Трудового Красного Знамени.